# Бухтарминская впадина
Бухтарминская впадина — межгорное понижение между хребтами Калба и Нарын и озером Зайсан. Длина 45—50 км, ширина 10—15 км. Коренные породы склонов покрыты делювиальными отложениями; дно сложено гравием, песком, галькой. Большая часть впадины занята Бухтарминским водохранилищем.